# Erfan Zeneli
Erfan Zeneli (Gjakova, 28 dicembre 1986) è un ex calciatore finlandese, di ruolo centrocampista.

## Biografia
Nato a Gjakova, nell'allora provincia autonoma jugoslava del Kosovo, crebbe in Finlandia.

## Palmarès

### Club

#### Competizioni nazionali
- Coppa di Finlandia: 3

HJK: 2006, 2008, 2011
- Campionato finlandese: 4

HJK: 2010, 2011, 2012, 2013